# العجوزة (حي)
العجوزة أحد أحياء محافظة الجيزة، مصر، تقع على شاطئ نهر النيل بجوار حي المهندسين الذي يحدها من الشمال، ومن الشرق نهر النيل الفرع الصغير ويسمى النيل الأعمى، ومن الجنوب والغرب حي الدقي.

## تسمية
العجوزة هي نازلي هانم بنت سليمان باشا الفرنساوي مؤسس الجيش المصري في عصر محمد علي، وقد تزوج بها شريف باشا الذي تولى رئاسة الوزارة أربع مرات، والذي كان يمتلك 30 فدانا من أراضي طرح النهر في المنطقة المعروفة الآن بالعجوزة. وفي حياته كان يعتزم إقامة مسجد في ركن أرضه على النيل قرب كوبري الجلاء، لكنه مات قبل أن يحقق أمنيته، فإذا بأرملته نازلي هانم تتولى بنفسها تحقيق أمنية زوجها، وإذا بها تشرف بنفسها على أعمال بناء الجامع في مكانه الحالي رغم أن عمرها كان قد تجاوز 90 عاماً في ذلك الوقت! مما جعل الأهالي يطلقون عليه مسجد العجوزة! ويطلقون على المنطقة بأكملها اسم العجوزة، ولقد أنجبت نازلي هانم بنتا أسمتها «توفيقة».
تزوجت توفيقة بدورها «عبد الرحيم باشا صبري» الذي أنجب منها نازلي أم الملك فاروق.

## جغرافيا
يشكل حي العجوزة مركزاً في القاهرة الكبرى، إذ يقع إلى شماله كوبري 6 أكتوبر الذي يؤدي إلى ميدان التحرير وميدان رمسيس ومصر الجديدة ومدينة نصر. وفي جنوب العجوزة القديمة بدون حي المهندسين كوبري 15 مايو أو المحور الذي يؤدي لميدان العتبة من ناحية وإلى الشيخ زايد و 6 أكتوبر من ناحية أخرى، وحي العجوزة يتبعه حي المهندسين إدارياً حيث أن رئاسة حي العجوزة تشمل المهندسين وتوجد رئاسة الحي خلف مسرح البالون وقسم شرطة وتجنيد العجوزة في شارع النوال وقسم مرور العجوزة في تقاطع شارع جامعة الدول العربية وشارع السودان أما حي العجوزة بدون المهندسين فيَحدّه من الشرق شارع النيل الذي يقع على النيل ومن الناحية الأخرى للنيل حي الزمالك ومن الشمال محور 26 يوليو كوبري 15 مايو الذي يحد بين العجوزة والمهندسين أو الكيت كات ومن الشمال الغربي «شارع جامعة الدول العربية» الذي يفصل العجوزة عن المهندسين من الغرب شارع البطل أحمد عبد العزيز الذي يفصل العجوزة عن حي الدقي ومن الجنوب «شارع النوال» ويفصل العجوزة أيضاً عن الدقي.

## معالم
ومن أشهر مرافق العجوزة: مستشفى الشرطة، ومستشفى العجوزة، وكافيتريا نعمة باي الذين يقعون على شارع كورنيش النيل.
وأشهر الشوارع هي: شارع النيل، وشارع عبد المنعم رياض، وشارع الفالوجا «محمود خليل الحصري»، وشارع شاهين، وشارع أبو المحاسن الشاذلي.
وأشهر الميادين: ميدان سفنكس، وميدان شاهين، وميدان أسوان، وميدان أبو المحاسن الشاذلي.